# Antonino Tripodi
Antonino (Nino) Tripodi (ur. 11 stycznia 1911 w Reggio di Calabria, zm. 19 sierpnia 1988 tamże) – włoski polityk, prawnik, dziennikarz i pisarz, wieloletni deputowany krajowy, poseł do Parlamentu Europejskiego II kadencji, w latach 1982–1987 prezydent Włoskiego Ruchu Społecznego.

## Życiorys
Od młodości przejawiał poglądy prawicowe, współpracował z ruchem działającym na rzecz niezależności Korsyki Gruppi d'azione còrsa. Szef lokalnego oddziału Gruppo universitario fascista w Reggio di Calabria i od 1942 członek władz krajowych, był także laureatem organizowanego przez władze konkursu Littoriali za rok 1938 w zakresie poezji. W 1932 ukończył studia prawnicze na Uniwersytecie w Mesynie, uzyskał stopień doktora i został wykładowcą nauk politycznych i myśli faszystowskiej na uczelniach w Rzymie i Bolonii. Uczestniczył jako ochotnik w wojnie włosko-abisyńskiej i II wojnie światowej, pozostając aktywnym w kręgach faszystowskich. Praktykował w zawodzie adwokata, aktywny także jako eseista i pisarz. Autor rozlicznych publikacji na tematy takie, jak historia, politologia, doktryny polityczno-prawne, krytyka literacka oraz filozofia, opublikował zbiory krótkich opowiadań i baśni. Szczególnie zainteresowany post-dekadenckim nurtem literackim crepuscolarismo oraz myślą Giambattisty Vico.
Po wojnie pozbawiony praw publicznych i stanowisk uniwersyteckich, podjął praktykę prawniczą. W 1946 założył tygodnik „Rataplan”, publikował także w innych czasopismach lokalnych i krajowych. Przystąpił do Włoskiego Ruchu Społecznego, w strukturach partii został sekretarzem administracyjnym i zastępcą sekretarza generalnego, a od 1982 do 1987 pozostawał prezydentem partii. W 1959 był współzałożycielem prawicowego think tanku Istituto nazionale di studi politici ed economici, ponadto w latach 1969–1982 pełnił funkcję redaktora naczelnego partyjnego dziennika „Secolo d'Italia”. W latach 1958–1983 członek Izby Deputowanych III, IV, V, VI, VII, VII i VIII kadencji, zasiadał także w Zgromadzeniu Parlamentarnym Rady Europy (1980–1984) i zgromadzenia Unii Zachodnioeuropejskiej. Od 1982 pełnił funkcję prezydenta partii (w praktyce najważniejszym stanowiskiem była funkcja sekretarza generalnego). W 1984 wybrany posłem do Parlamentu Europejskiego, przystąpił do Europejskiej Prawicy. Zmarł na rok przed końcem kadencji.
Od 1939 żonaty z Annunziatą Focà, miał córkę.

## Odznaczenia
- Krzyż Zasługi Wojennej[6].